# Drewniki (powiat krasnostawski)
Drewniki – wieś w Polsce położona w województwie lubelskim, w powiecie krasnostawskim, w gminie Kraśniczyn.
W latach 1975–1998 miejscowość należała administracyjnie do województwa chełmskiego.
Wieś stanowi sołectwo gminy Kraśniczyn. Według Narodowego Spisu Powszechnego (III 2011 r.) wieś liczyła 148 mieszkańców.
W tej miejscowości ma swoje źródło strumień Milutka, dopływ Wojsławki.
Wierni Kościoła rzymskokatolickiego należą do parafii św. Apostołów Piotra i Pawła w Kraśniczynie.

## Historia
W wieku XIX Drewniki Krasnostawskie – według spisu z roku 1827 we wsi było 13 domów i 77 mieszkańców. Według Słownika geograficznego Królestwa Polskiego z roku 1881 wieś podległa administracyjnie gminie Czajki, parafii Surhów.